# Кондратьева (городской округ Богданович)
Кондра́тьева — деревня в городском округе Богданович Свердловской области. Управляется Коменским сельским советом.

## География
Деревня Кондратьева расположена на левом берегу реки Кунары, в 7 километрах к северо-востоку от административного центра округа и района — города Богдановича.

### Часовой пояс
Кондратьева, как и вся Свердловская область, находится в часовой зоне МСК+2. Смещение применяемого времени относительно UTC составляет +5:00.

## Население
| 2002 | 2010 | 2021 |
| ---- | ---- | ---- |
| 29   | ↗38  | ↘32  |

## Инфраструктура
В деревне Кондратьевой располагается всего одна улица —Бажова.